# Xã Beavercreek, Quận Greene, Ohio
Xã Beavercreek (tiếng Anh: Beavercreek Township) là một xã thuộc quận Greene, tiểu bang Ohio, Hoa Kỳ. Năm 2010, dân số của xã này là 52.156 người.